# مفیده تلاتلی
مفیده تلاتلی (عربی تونسی: مفیدة التلاتلی؛ زادهٔ ۱۹۴۷ - درگذشتهٔ ۷ فوریهٔ ۲۰۲۱) کارگردان فیلم، تدوین، اهل تونس بود.
وی همچنین برندهٔ جوایزی همچون جایزه ساترلند شده‌است.

## زندگی‌نامه
تلاتلی در ۴ اوت ۱۹۴۷در سیدی بوسعید، حومه پایتخت تونس به دنیا آمد. او به سینما توسط معلم فلسفه‌اش تشویق شد. وی در سال ۱۹۶۵به پاریس نقل مکان کرد، و در آنجا به تحصیل تدوین فیلم و فیلم‌نامه‌نویسی پرداخت. او متعاقباً در سال ۱۹۷۲به تونس بازگشت و کار خود را به عنوان تدوین‌کننده فیلم آغاز کرد. یکی از فیلم‌های قابل توجهی که وی نوشته‌است پسر تراس‌ها (۱۹۹۰) ساخته فرید بوغدیر بود.

## دوران سالخوردگی
تلاتلی پس از انقلاب تونس و برکناری رئیس‌جمهور زین‌العابدین بن‌علی در ۲۰۱۱ توسط دولت موقت تونس به عنوان وزیر فرهنگ این کشور منصوب شد. وی در ۷ فوریه ۲۰۲۱ در ۷۳ سالگی درگذشت.